# Pycnothele
Pycnothele es un género de arañas migalomorfas de la familia Nemesiidae. Se encuentra en Brasil, Uruguay y Argentina

## Lista de especies
Según The World Spider Catalog 14.0:
- Pycnothele auronitens (Keyserling, 1891)
- Pycnothele modesta (Schiapelli & Gerschman, 1942)
- Pycnothele perdita Chamberlin, 1917
- Pycnothele piracicabensis (Piza, 1938)
- Pycnothele singularis (Mello-Leitão, 1934)